# Oliveridia tricornis
Oliveridia tricornis är en tvåvingeart som först beskrevs av Oliver 1976.  Oliveridia tricornis ingår i släktet Oliveridia och familjen fjädermyggor. Det är osäkert om arten förekommer i Sverige. Inga underarter finns listade i Catalogue of Life.